# Sekundärbestattung
Der Begriff Sekundärbestattung (auch mehrphasige oder mehrstufige Bestattung) gilt für Bestattungen, bei denen der ursprünglich bestattete Körper exhumiert und an einem anderen Ort beigesetzt wird. 
Richard Huntington und Peter Metcalf (1999) definieren secundary treatment in „Celebrations Death“ als regelhafte Verbringung nach einer Dauer von mehreren Monaten; an den endgültigen Deponierungsort. Dabei wird häufig nicht das gesamte Skelettmaterial umgebettet, sondern nur die wichtigsten Skelettteile. Für das Jungpaläolithikum und das Neolithikum kann, so der Prähistoriker Jörg Orschiedt (1999) die Sekundärbestattung nach Untersuchung der Fundstellen Brillenhöhle (Magdalenien), im Hohler Fels (Jungneolithikum) sowie Höhle Hanseles Hohl, Jungfernhöhle, allesamt Linearbandkeramische Kultur nachgewiesen worden.
Ein weiteres Beispiel für Sekundärbestattungen bilden die Beinhäuser des Spätmittelalters.